# Ness City
Ness City és una població dels Estats Units a l'estat de Kansas. Segons el cens del 2000 tenia 1.534 habitants.

## Demografia
Segons el cens del 2000, Ness City tenia 1.534 habitants, 684 habitatges, i 424 famílies. La densitat de població era de 575 habitants/km².
Dels 684 habitatges en un 25,3% hi vivien nens de menys de 18 anys, en un 55% hi vivien parelles casades, en un 4,7% dones solteres, i en un 38% no eren unitats familiars. En el 36% dels habitatges hi vivien persones soles el 20,3% de les quals corresponia a persones de 65 anys o més que vivien soles. El nombre mitjà de persones vivint en cada habitatge era de 2,17 i el nombre mitjà de persones que vivien en cada família era de 2,83.
Per edats la població es repartia de la següent manera: un 22,4% tenia menys de 18 anys, un 5% entre 18 i 24, un 24,6% entre 25 i 44, un 22,2% de 45 a 60 i un 25,9% 65 anys o més.
L'edat mediana era de 44 anys. Per cada 100 dones de 18 o més anys hi havia 87,9 homes.
La renda mediana per habitatge era de 33.068 $ i la renda mediana per família de 42.500 $. Els homes tenien una renda mediana de 28.992 $ mentre que les dones 18.553 $. La renda per capita de la població era de 18.481 $. Entorn del 5,1% de les famílies i el 7,5% de la població estaven per davall del llindar de pobresa.

## Poblacions més properes
El següent diagrama mostra les poblacions més properes.